# АЭС Сен-Лоран
АЭС Сен-Лоран-дез-О (фр. Centrale nucléaire de Saint-Laurent-des-Eaux) — действующая атомная электростанция в центральной части Франции в регионе Центр — Долина Луары. 
АЭС расположена берегу реки Луара на территории коммуны Сен-Лоран-Нуан в департаменте Луар и Шер в 30 км на юго-запад от города Орлеан. В 70 км на восток от станции находится АЭС Дампьер.
АЭС имеет 2 остановленных энергоблока с газоохлаждаемыми реакторами UNGG (англ. Uranium Naturel Graphite Gaz) и 2 действующих блока с легководными реакторами с водой под давлением (PWR) СР2 конструкции Framatome мощностью по 965 Мвт каждый, введенных в эксплуатацию в 1981 году. Для охлаждения на АЭС используется вода из реки Луара.
Два энергоблока с реакторами UNGG были введены в эксплуатацию в 1969 и 1971 годах, а остановлены — в апреле 1990 и июне 1992 года.

## Аварии

### Авария 1969 года
Первый газоохлаждаемый уран-графитовый реактор типа UNGG на АЭС Сен-Лоран был запущен в эксплуатацию 24 марта 1969 года. Спустя полгода его работы случился один из серьезнейших инцидентов на атомных электростанциях Франции и мира. Ночью 17 октября 1969 года при выполнении перегрузки топлива в результате отказа оборудования и ошибки оператора произошло частичное расплавление активной зоны ядерного реактора. В результате были расплавлены 50 кг урана, 47 из которых впоследствии удалось собрать, в том числе и вручную сотрудниками. Этот случай был классифицирован 4 степенью по международной шкале ядерных событий (INES), что стало самым серьезным инцидентом в истории французских АЭС.
16 октября 1970 года, спустя год после аварии на первом реакторе АЭС Сен-Лоран энергоблок был восстановлен.

### Авария 1980 года
13 марта 1980 года в реакторе второго энергоблока А-2 резко повысилась активность и произошло расплавление активной зоны. Расплавилось в общей сложности 20 килограмм урана. Эта авария на АЭС Сен-Лоран также была классифицирована 4 степенью по международной шкале ядерных событий (INES). Причиной расплавления ТВЭЛов (топливных элементов) на этот раз стала не человеческая ошибка, а повреждения самих элементов, что привело к расплавлению двух из них. Для устранения аварии персоналу станции пришлось пойти на сброс в атмосферу радиоактивного йода в период с 22 по 26 марта 1980 года.
После аварии 1980 года в течение 29 месяцев велись работы по очистке второго реактора от расплавившегося урана. Работы по устранению последствий инцидентов проводили более полутысячи специалистов. Было высказано предположение об утечке помимо радиоактивного иода в атмосферу еще и плутония в реку Луару.
Второй реактор был запущен вновь в 1983 году и проработал вплоть до его закрытия в 1992.

## Информация об энергоблоках
| Энергоблок    | Тип реакторов | Мощность | Мощность | Начало строительства | Физпуск    | Подключение к сети | Ввод в эксплуатацию | Закрытие   |
| Энергоблок    | Тип реакторов | Чистый   | Брутто   | Начало строительства | Физпуск    | Подключение к сети | Ввод в эксплуатацию | Закрытие   |
| ------------- | ------------- | -------- | -------- | -------------------- | ---------- | ------------------ | ------------------- | ---------- |
| Сен-Лоран-А-1 | GCR, UNGG     | 390 МВт  | 500 МВт  | 01.10.1963           | 07.01.1969 | 14.03.1969         | 01.06.1969          | 18.04.1990 |
| Сен-Лоран-А-2 | GCR, UNGG     | 465 МВт  | 530 МВт  | 01.01.1966           | 04.07.1971 | 09.08.1971         | 01.11.1971          | 27.05.1992 |
| Сен-Лоран-В-1 | PWR, CP2      | 915 МВт  | 956 МВт  | 01.05.1976           | 04.01.1981 | 21.01.1981         | 01.08.1983          | —          |
| Сен-Лоран-В-2 | PWR, CP2      | 915 МВт  | 956 МВт  | 01.07.1976           | 12.05.1981 | 01.06.1981         | 01.08.1983          | —          |